# Entrega inmediata
Entrega inmediata (originalment titulada Agente XU 777) és una pel·lícula de comèdia mexicana de 1963 dirigida per Miguel M. Delgado i protagonitzada per Cantinflas, Gina Romand, Claudio Brook i Fanny Cano. En la pel·lícula, Cantinflas interpreta a un simple carter obligat a convertir-se en un espia internacional. Va ser l'última pel·lícula en blanc i negre filmada per Cantinflas (igual que Ama a tu prójimo de 1958) encara que ja havia realitzat sis pel·lícules en color fins a aquest moment. Aquesta pel·lícula va ser estrenada en la Ciutat de Mèxic el 25 de desembre de 1963. Està doblada al català.

## Argument
Feliciano Calloso (Cantinflas) és un carter que és reclutat per un servei secret de contraespionatge (passant a dir-se Agent XU 777, després que l'agent que portés aquest nom originalment fos assassinat per l'enemic), i ha de descobrir una conspiració internacional.
Aconsegueix esbrinar que els agents enemics, liderats per Carlota (Gina Romand) i Alex (Claudio Brook), ingressaran a un professor per a desxifrar claus a través d'un taüt. Feliciano és posat a càrrec de la funerària, però s'equivoca i acaba lliurant el taüt a una persona equivocada, distraient als agents lleials i permetent que l'enemic aconsegueixi el seu objectiu. No obstant això, els agents enemics descobreixen que per al procés de desxifrat també han d'obtenir un codi específic.
En una trama paral·lela, Feliciano s'assabenta que un vell compare seu va arreglar perquè la seva filla s'anés a viure amb Feliciano després de la seva mort. A causa d'una carta del seu compare on descriu a la seva filla com el seu «bebè», Feliciano assumeix que la filla del seu compare és una infant, fins i tot comprant un bressol i llet per a l'arribada imminent. No obstant això, per a la seva sorpresa, acaba descobrint que la filla del seu compare és en realitat una jove coneguda com «Bebè» (Fanny Cano), amb qui acaba desenvolupant un romanç. Els agents enemics després segresten Bebè per a obligar a Feliciano a trair a la seva pàtria i donar-li el codi a l'enemic.

## Repartiment
- Cantinflas com Feliciano Calloso / Agente XU 777.
- Gina Romand com Carlota.
- Claudio Brook com Alex.
- Fanny Cano com Bebé.
- Guillermo Zetina com Cap de contraespionatge.
- María Amelia Ramírez com Agent 30-30
- Emma Roldán com Doña Angustias.
- Quintín Bulnes com Agent.
- María Herrero
- André Toffel
- Maricarmen Vela com Mercedes.
- Xavier Massé
- Guillermo Rivas «El Borras» com Espia.
- Jorge Russek como Espia
- Armando Gutiérrez.
- José Wilhelmy
- Adolfo Aguilar.
- Alberto Catalá com Professor.
- Ángel Merino
- Jorge Mondragón com Client de la funerària.
- Manuel Zozaya
- Francisco Reiguera com Odilón Campos Santos.
- Ramón Valdés com Agent XU 777 original.
- Julián de Meriche com Mesero
- Rafael de Córdoba com Ballarí.
- Carlos León com Agent.